# Лукечень (Румунія)
Лукечень, Лукечені (рум. Lucăceni) — село у повіті Сату-Маре в Румунії. Входить до складу комуни Бервень.
Село розташоване на відстані 461 км на північний захід від Бухареста, 30 км на захід від Сату-Маре, 136 км на північний захід від Клуж-Напоки.

## Населення
За даними перепису населення 2002 року у селі проживали 1052 особи.
Національний склад населення села:
| Національність | Кількість осіб | Відсоток |
| -------------- | -------------- | -------- |
| румуни         | 982            | 93,3%    |
| цигани         | 58             | 5,5%     |
| угорці         | 11             | 1,0%     |

Рідною мовою назвали:
| Мова      | Кількість осіб | Відсоток |
| --------- | -------------- | -------- |
| румунська | 987            | 93,8%    |
| циганська | 58             | 5,5%     |
| угорська  | 7              | 0,7%     |